# Битва при Деорхаме
{{Вооружённый конфликт
| конфликт = Битва при Деорхаме
| изображение = 
| заголовок = 
| часть = Англосаксонское завоевание
| дата = 577
| место = Хинтон Холм
| итог = поражение бриттов
| противник2 = Уэссекс
| противник1 = Думнония
Каэр-Бадан
Каэр-Кери
Каэр-Глоуи
Эргинг
| командир2 = Кевлин
| командир1 = [[Конмайл(Кинвайл)
Фаринмайл (Фарининмайл)
Кондидан/Кинтилан 
Герайнт ап Константин
| силы2 = 
| силы1 = 
| потери2 = 
| потери1 = Конмайл Глоуиский
Фаринмайл Бадонский
Кондидан Керинский
Святой Элдад
}}
Битва при Деорхаме (англ. Battle of Deorham) — сражение между уэссекским войском короля Кевлина с одной стороны и войском коалиции бриттских княжеств с другой, состоявшееся в 577 году в ходе англосаксонского завоевания Британии.
К середине VI века территория Уэссекса приблизилась к границам трёх бриттских княжеств: Каэр-Глоуи, Каэр-Бадана и Каэр-Кери. Уэссекский король Кевлин в 577 году совершил поход, намереваясь захватить эти княжества. На помощь бриттам пришли их союзники из Думнонии и Эргинга. Фаринмайл правитель крепости Бадон -это Фернвайл, сын правителя Эргинга Итела, племянник Моргана короля Гвента и Гливисинга, и таким образом внук Артура. Однако союзные войска потерпели поражение в битве вблизи Деорхайма, в которой пали три короля бриттов и Святой Элдад, епископ Каэр-Глоуи, представитель династии, которая правила в Думнонии. В результате Уэссекс захватил княжества погибших королей, таким образом, отделив полуостров Корнуэлл от остальной Британии. Современная валлийская форма этого имени Condıdaın — Cynfael (Кинвайл).